# Tropidurus insulanus
Tropidurus insulanus là một loài thằn lằn trong họ Tropiduridae. Loài này được Rodrigues mô tả khoa học đầu tiên năm 1987.